# Jerry le caïd
Pour plus de détails, voir Fiche technique et Distribution.
Jerry le caïd (Catty-Cornered) est un cartoon de Tom et Jerry réalisé par Abe Levitow, produit par la Metro-Goldwyn-Mayer sorti en 1966.

## Musique
- Eugene Poddany